# Colisionador Lineal Internacional

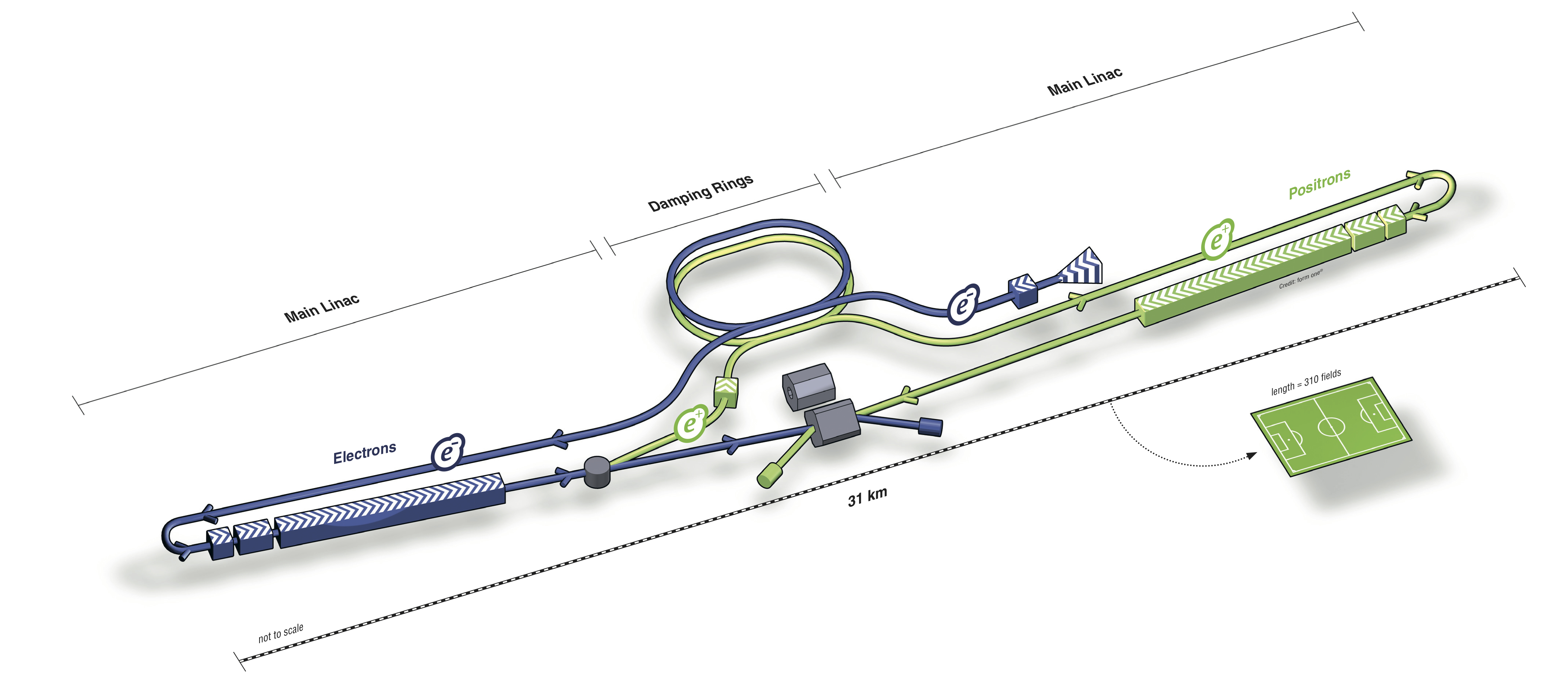
Una descripción esquemática del Colisionador Lineal Internacional, un acelerador de partículas planeado para complementar los resultados de investigación del Gran Colisionador de Hadrones LHC en el CERN ((c)2012 ILC).

El Colisionador Lineal Internacional (ILC en inglés) es una propuesta de acelerador lineal de partículas. Se planea que tenga inicialmente una energía de colisión de 500 GeV. Y si se aprueba después de que se haya publicado el informe de diseño técnico del proyecto, planeado para 2012, podría terminarse al final de la década de 2010-2020. Es posible mejorarlo a 1000 GeV (1 TeV). Todavía no se ha elegido el país que va a albergar el acelerador. También se están preparando estudios para un posible proyecto competidor llamado CLIC, el colisionador lineal compacto. Potencialmente, tendría energías más altas (de 3 a 5 TeV) en una máquina que es "más corta" que el ILC. Las investigaciones para el CLIC están intentado demostrar si serían factibles estas tecnologías en el año 2010, permitiendo tomar la decisión de fundar el proyecto después de todo. Parece poco probable que ambas máquinas, el CLIC y el ILC, sean construidas.
El ILC colisionaría electrones con positrones. Tendrá entre 30 y 50 kilómetros de largo, con lo que sería más de 10 veces más largo que el Stanford Linear Accelerator de 50 GeV, el acelerador de partículas más largo que existe. La propuesta fue conocida previamente por varios nombres en diferentes regiones (ver más abajo).

## Comparación con el LHC
Hay dos modelos básicos de aceleradores. Los aceleradores lineales ("linacs") aceleran partículas elementales a lo largo de un camino recto. Los aceleradores circulares, tales como el Tevatron, el LEP, y el Gran Colisionador de Hadrones (LHC), usan caminos circulares. La geometría circular tiene ventajas significativas a altas energías, que incluyen decenas de GeV: con un diseño circular, las partículas pueden ser aceleradas de manera efectiva sobre distancias más largas. Además, solo una fracción de las partículas llevadas a colisión chocan realmente. En un acelerador lineal, las partículas sobrantes se pierden; en un acelerador con forma de anillo, continúan circulando y quedan disponibles para futuras colisiones. La desventaja de los aceleradores circulares es que las partículas que se mueven sobre un camino curvo emiten necesariamente radiación electromagnética conocida como radiación de sincrotrón. La pérdida de energía a través de la radiación de sincrotrón es inversamente proporcional a la cuarta potencia de la masa de las partículas en cuestión. Es por esto que tiene sentido construir aceleradores circulares para partículas pesadas --colisionadores de hadrones como el LHC para protones o, alternativamente, para núcleos de plomo. Un colisionador electrón-positrón del mismo tamaño jamás sería capaz de alcanzar las mismas energías de colisión. De hecho, las energías en el LEP, que solía ocupar el túnel que ahora se usa para el LHC, estaba limitado a 209 GeV por las pérdidas de energía a través de la radiación de sincrotrón.
Aunque la energía de colisión efectiva en el LHC será mayor que la energía de colisión del ILC (14 000 GeV para el LHC contra ~500 GeV para el ILC), las medidas pueden tomarse con más precisión en el ILC. Las colisiones entre electrones y positrones son mucho más simples de analizar que las colisiones entre muchos quarks, antiquarks y gluones. Por lo tanto, uno de los papeles del ILC sería hacer medidas de precisión de las partículas descubiertas en el LHC.

## Física del ILC y detectores
Se estima que con experimentos en el propuesto ILC se detectarían efectos de la física más allá de lo descrito en el modelo estándar. Además, se espera descubrir y medir las partículas e interacciones descritas por el modelo estándar. Con el ILC los físicos esperan ser capaces de:
- Medir la masa, el spin, y las fuerzas de interacción del bosón de Higgs
- Si existen, medir el número, tamaño y forma de cualquier dimensión extra a escala TeV
- Investigar las partículas supersimétricas más ligeras, que son posibles candidatas a materia oscura

Para alcanzar estas metas, se necesitan una nueva generación de detectores de partículas.

## Uniendo las propuestas de cada región en un proyecto mundial
En agosto de 2004, el Panel de Recomendación de Tecnología Internacional (ITRP) recomendó una tecnología de superconducción RF para el acelerador. Después de esta decisión los tres proyectos que existían – el Next Linear Collider (NLC), el Global Linear Collider (GLC) y el Teraelectronvolt Energy Superconducting Linear Accelerator (TESLA) – unieron sus esfuerzos en un solo proyecto (el ILC). Los físicos están trabajando ahora en el diseño detallado del acelerador. Los pasos que hay que dar incluyen obtener financiación para el acelerador, y escoger un sitio para ponerlo. El informe de diseño de referencia para el ILC fue publicado en agosto de 2007.
En marzo de 2005, el Comité Internacional para Futuros Aceleradores (ICFA) anunció la elección del Dr. Barry Barish como el director del Global Design Effort. Barry Barish fue director del laboratorio LIGO desde 1997 hasta 2005.

## Diseño
La fuente de electrones del ILC usará pulsos de luz laser de 2 nanosegundos para disparar electrones desde un fotocátodo, una técnica que permite que hasta un 80 % de los electrones se vean polarizados; los electrones serán acelerados a 5 GeV en una primera etapa lineal de 250 metros. La radiación sincrotrón para estos electrones de alta energía producirá parejas de electrones-positrones en un objetivo de aleación de titanio, con una polarización máxima de un 60 %; los positrones de estas colisiones se recogerán y acelerarán en una etapa lineal diferente.
Para compactar este "manojo" de electrones y positrones de 5 GeV en un tamaño lo suficientemente pequeño para colisionar de manera útil, se los hará circular durante 0,2 segundos en un par de anillos de amortiguación, 7 km de circunferencia, en el cual podrán ser reducidos a unos pocos mm de largo y menos de 100 μm de diámetro.
Desde los anillos de amortiguación los manojos de partículas serán enviados a los principales linacs de Superconducción RF, cada uno de 12 km de largo, donde serán acelerados a 250 GeV. A esta energía cada rayo tendrá una potencia media de unos 10 megavatios. Se producían 5 haces de partículas por segundo.
Para mantener suficiente luminosidad y que se puedan producir resultados en un marco de tiempo razonable después de la aceleración se enfocarán los haces a unos pocos nm de ancho y unos pocos cientos de nm de largo. Los haces enfocados colisionarán dentro de uno de los dos grandes detectores de partículas.

## Estimación de coste y tiempo
El borrador del informe de diseño de referencia estima el coste de construir el ILC, sin contar la R&D, hacer el prototipo, comprar la parcela, los costes de preparar el subsuelo, los detectores, las contingencias, y la inflación, en US$6.65 mil millones. Desde la aprobación formal del proyecto, se estima que serán necesarios 7 años para completar el complejo del acelerador y los detectores. Se requería al país que se quede con el acelerador que pague $1.8 mil millones por los costes específicos del lugar como cavar túneles y los preparativos necesarios para el suministro eléctríco y de agua.
El secretario de energía estadounidense Steven Chu estima que el coste total será de 25 000 millones de dólares estadounidenses. El director del ILC Barish dice que esto es exagerado. Otros departamentos de energía oficiales lo han estimado en 20 000 millones de dólares estadounidenses.